# Rička (okres Chust)
Rička, česky také Říčka, ukrajinsky Річка,  maďarsky Kispatak, je obec v Pylypecké venkovské komunitě (ukrajinsky: Пилипецька сільська громада). Leží v okrese Chust Zakarpatské oblasti Ukrajiny. V roce 2020 zde žilo 980 obyvatel.
V obci jsou prameny železité kyselé minerální vody. Jeden z nich "Kvas" je v centru obce. Na rozdíl od jiných, podobných zdrojů, tento typ vody nezanechává žlutý železitý sediment. 

## Historie
První písemná zmínka pochází z roku 1600.  Do uzavření Trianonské smlouvy byla obec součástí Uherska, poté byla součástí první československé republiky. V roce 1921 zde stálo 195 domů a žilo 971 obyvatel, z toho 2 Češi/Slováci, 834 Rusínů a 135 Židů. Od roku 1945 byla obec součástí Ukrajinské sovětské socialistické republiky, která byla součástí SSSR. Od roku 1991 je obec součástí nezávislé Ukrajiny.

### Historické názvy
1646 – Riczka, 1715, 1725, 1773 – Ricska, 1808 –  Ricska, Rička, Ryčka, 1828 – Ricska, 1913 – Kispatak, 1925 –  Rička, 1944 – Ricska, Речка,1983 – Річка, Речка.